# Carlos Campista
Carlos Alberto Tavares Campista (Campos dos Goytacazes, 6 de abril de 1946) é um advogado e político brasileiro.

## Biografia

### Formação acadêmica e atuação profissional
Formou-se no curso de Direito oferecido na Faculdade de Direito de Campos. Após a conclusão do curso, atuou como presidente da Conselho Federal da Ordem dos Advogados do Brasil (OAB) do Rio de Janeiro entre 1981 e 1983.
Foi advogado do Sindicato dos Trabalhadores da Indústria do Açúcar de Campos e advogou também para o Sindicato dos Médicos de Campos.

## Vida política
Seu início na vida pública ocorreu no pleito de novembro de 1982, quando concorreu, sem êxito, ao cargo de vice-prefeito de Campos dos Goytacazes na chapa do Movimento Democrático Brasileiro (PMDB). No ano de 1987, ingressou para o Partido Democrático Trabalhista (PDT) e foi eleito vereador constituinte de Campos Goytacazes em 1988.
No ano de 1990 foi eleito para Deputado federal pelo Rio de Janeiro. Votou a favor do impeachment do presidente Fernando Collor (PRN). Em 1994 foi reeleito para o cargo de Deputado federal com 28.836 votos. No ano de 1998, migrou do PDT para o Partido da Frente Liberal (PFL), por intermédio do político César Maia, visando disputar a reeleição para o cargo, obtendo 19.876 votos, ficando com a suplência do partido.
No ano de 2004, retornou para o PDT contando com apoio do então prefeito Arnaldo Vianna (PDT), rival político de Anthony Garotinho (PMDB), tradicional político da cidade, Campista foi eleito prefeito de Campos dos Goytacazes com 131.363 votos em 2004. Apesar da eleição ao cargo, um ano depois, o Tribunal Regional Eleitoral (TRE), por unanimidade de seis votos a zero, decidiu pela cassação do mandato de Alberto por captação ilícita de votos e abuso de poder econômico tornando-o o inelegível por três anos.
Em 2007, filiou-se ao Partido dos Trabalhadores (PT).